# Кос (фільм)
«Кос» (пол. Kos) — польська історична драма 2023 року режисера Павела Масьльони за сценарієм Міхала Зелінського. Фільм, вільно заснований на історичних реаліях, зображує події, що передували повстанню Костюшка 1794 року, коли Тадеуш Костюшко (Яцек Брацяк) інкогніто вирушає до Кракова з наміром організувати повстання за незалежність. У фільмі доля Костюшка переплітається з долею шляхетного бастарда Іґнаца (Бартош Беленя).
Прем'єра фільму відбулася на Гдинському кінофестивалі 18 вересня 2023 року, а 26 січня 2024 року фільм вийшов у польський кінотеатральний прокат.

## Сюжет
Дія фільму розгортається навесні 1794 року в Речі Посполитій, охопленій політичною кризою та поділеній між Російською імперією та Прусським королівством. У центрі сюжету — повернення генерала Тадеуша Костюшка (Яцек Брацяк), ветерана Континентальної армії у Війні за незалежність США відомого як «Кос», який планує підняти повстання проти російського панування, мобілізуючи польську шляхту та селян. Його супроводжує вірний друг і колишній раб Домінго (Джейсон Мітчелл).
Паралельно у дворянському маєтку розвивається лінія молодого селянина Іґнаца (Бартош Беленя), шляхетського байстрюка, який мріє отримати герб і маєток від свого батька Духновського (Анджей Северин). Після смерті батька Іґнац змушений тікати від зведеного брата Станіслава (Пьотр Пацек), який хоче завадити йому отримати спадщину. Утікаючи з вкраденим заповітом, Іґнац має лише два дні, щоб дістатися до суду й довести своє шляхетське походження.
У сусідньому містечку Шимбарковіце Костюшко усвідомлює, що шляхта, яка мала б йому допомогти, абсолютно не готова до повстання у військовому плані. Тим часом Іґнац, який також перебуває в Шимбарковіце, безуспішно намагається забезпечити виконання заповіту та дізнається, що документ слід надіслати до Кракова. Потім прибувають слідопити, послані Станіславом. Іґнац забирає заповіт і знову тікає. Під час втечі він зустрічає Домінго. Іґнацу та Домінго вдається уникнути переслідування і між ними виникає міцний зв'язок, попри мовний бар'єр. Разом вони потрапляють до садиби полковниці Марти Гіжинської (Агнешка Гроховська), де переховується Костюшко, чекаючи на переговори з магнатами.
Тим часом на Костюшко полює російський ротмістр Дунін (Роберт Венцкевич), який прагне зупинити його до початку повстання. Невдовзі маєток Гіжинської відвідує слідопит, якого послав Станіслава, але його швидко вбивають. Але потім до маєтку прибуває Дунін із загоном російських вершників. Знайшовши тіло, він став щось підозрювати. Гіжинська, намагаючись врятувати ситуацію, не розкриває справжню особу новоприбулих та організовує гостинний прийом ротмістру. Починається гра в карти, під час якої Дунін допитливо розпитує гостей про причини їхньої появи в Республіці. Вночі Костюшко підкрадається до Іґнаца, який ховається на горищі, і просить його піти в село, щоб попросити допомоги у шляхти. Станіслав Духновський прибуває до Шимбарковіце.
Дунін пропонує тим, хто зібрався перед столом, цього разу зіграти на зброю, яку вони принесли. Коли Іґнац прибуває до села, він дізнається, що заповіт перехопили слідопити, які служать Станіславу. Він також помічає шляхтича Васовського, який погано поводиться з другом Іґнаца, селянином Войтеком, який утік з маєтку. Коли Васовський ґвалтує сестру Войтека, Іґнац рефлекторно перерізає мотузку, прив'язану до його шиї. Потім між шляхтою та селянами спалахує запекла битва, в якій, серед інших, гине Васовський. Іґнац бере кунтуш переможеного чоловіка та прямує до панського будинку в Шимбарковіце.
Коли Іґнац повертається до маєтку, він застає поплічників Станіслава, які намагаються обманом викрасти Костюшка. Він швидко перемагає їх і звільняє Костюшка. На місці відбувається жорстока бійка між Іґнацом та Станіславом. Виявляється, що Духновський не мав наміру надавати Іґнацу шляхетський статус, а більшу частину маєтку віддав Станіславу. Дунін, у свою чергу, викриває Костюшка на основі ініціалів «T. К.» на його вогнепальній зброї. Костюшко вбиває Дуніна, після чого починається відчайдушна оборона від росіян, які беруть маєток в облогу. Однак прибуває підкріплення у вигляді місцевих селян. Після перестрілки Іґнац та Станіслав завдають один одному смертельного удару.
Наступного дня, біля руїн зруйнованого панського будинку, Домінго підходить до Костюшка та запитує про його подальші плани. Костюшко звертає погляд на вцілілих селян.

## У ролях
| Актор              | Роль                  |
| ------------------ | --------------------- |
| Яцек Брацяк        | Тадеуш Костюшко       |
| Джейсон Мітчелл    | Жан Лап'єр            |
| Роберт Венцкевич   | Дунін                 |
| Бартош Беленяp     | Іґнац Сікора          |
| Агнешка Гроховська | Марія Гіжинська       |
| Пьотр Пацек        | Станіслав Духновський |
| Анджей Северин     | Духновський           |
| Лукаш Сімлат       | Васовський            |
| Йоанна Щепковська  | Гелена                |
| Міхал Баліцький    | Войтек                |
| Магдалена Малік    | Веронка               |

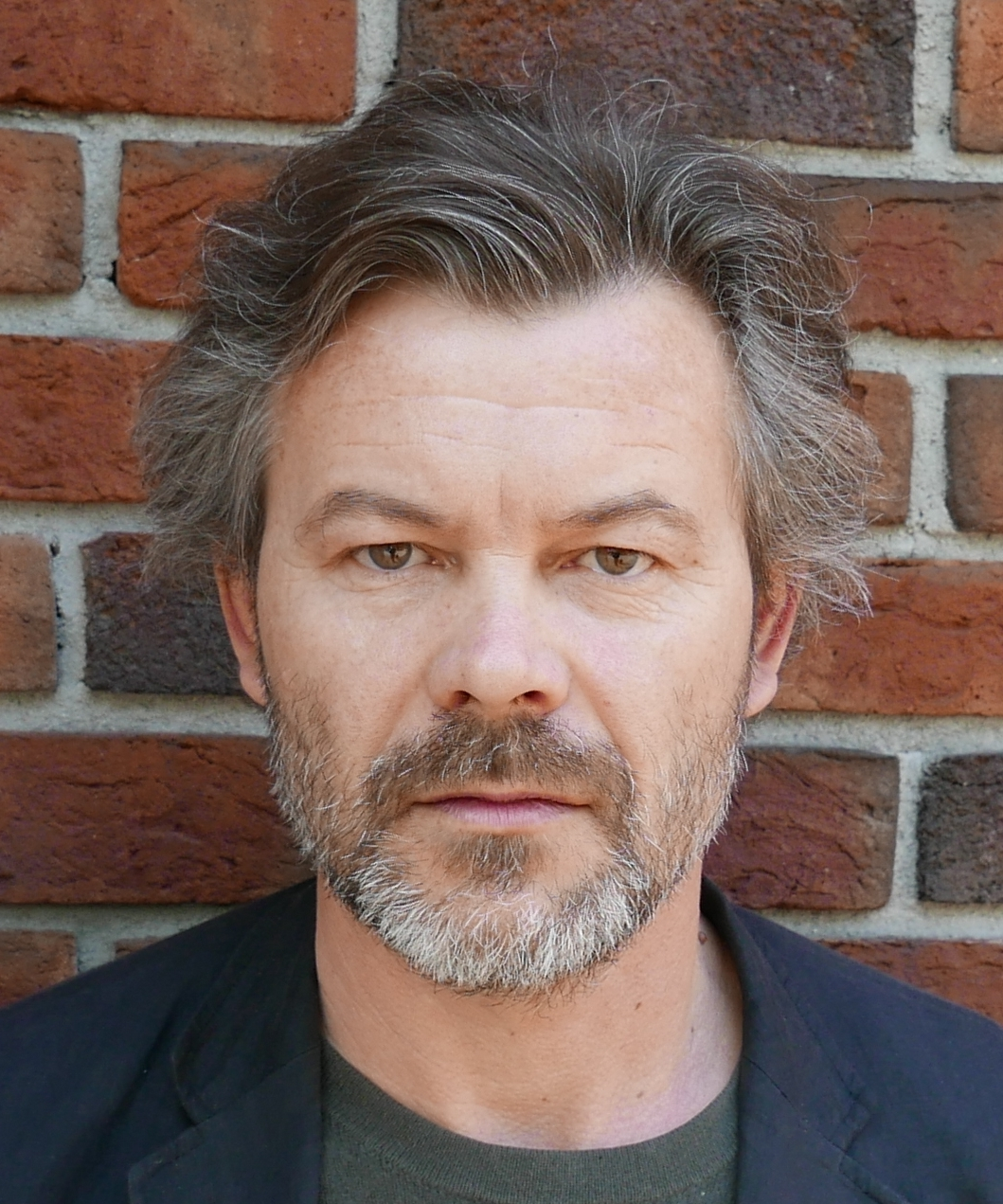
Яцек Брацяк
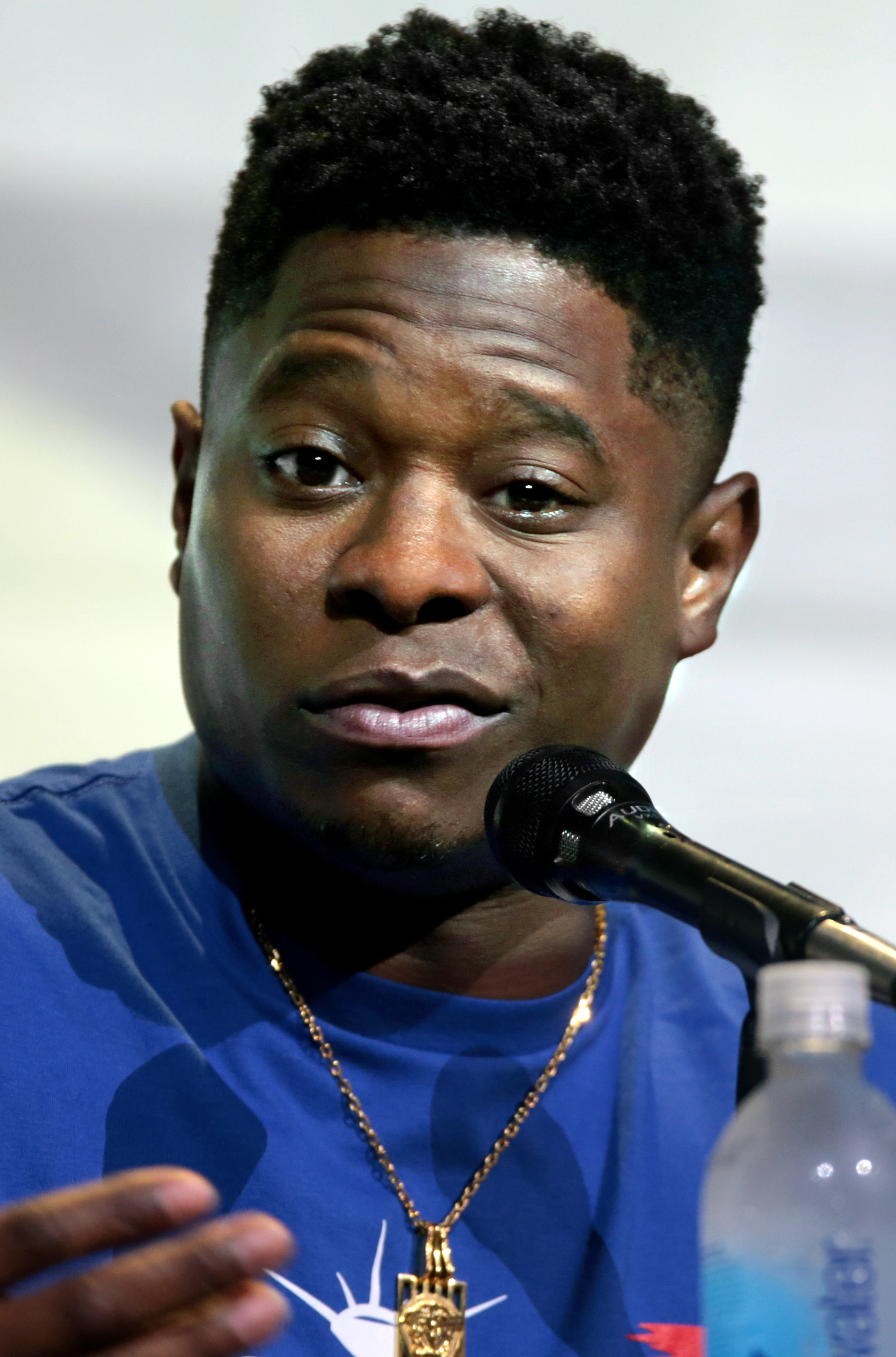
Джейсон Мітчелл
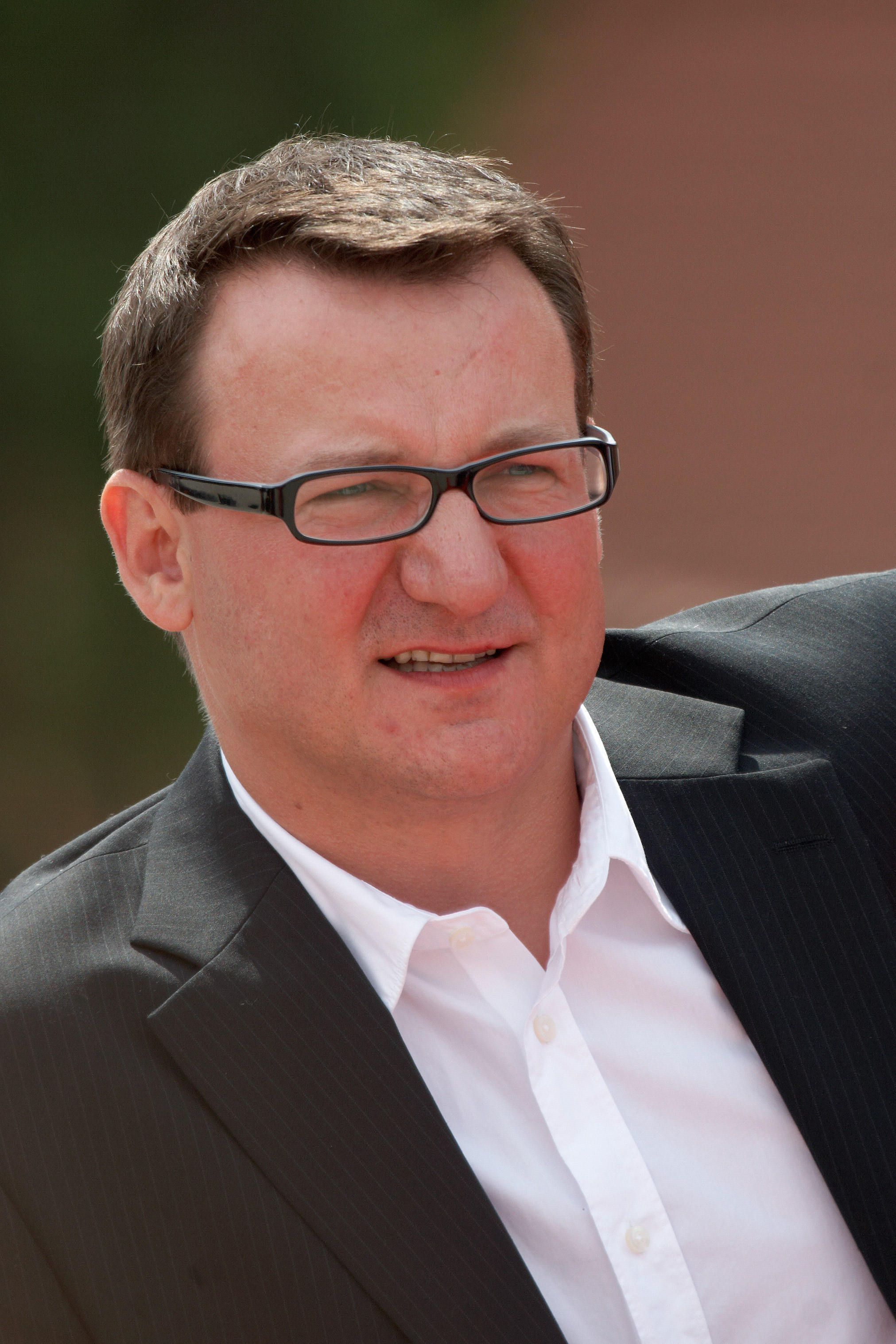
Роберт Вєнцкевич
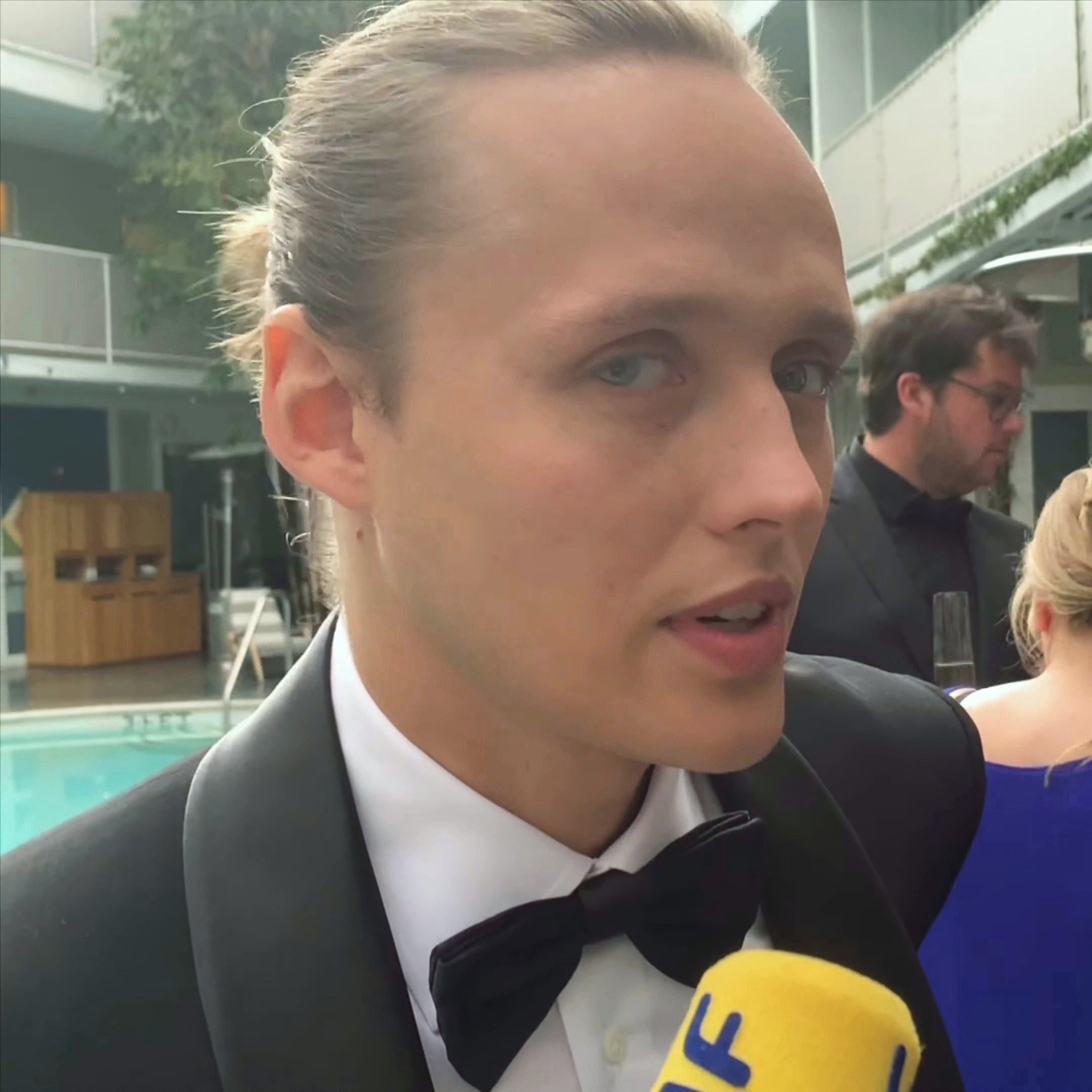
Бартош Беленя
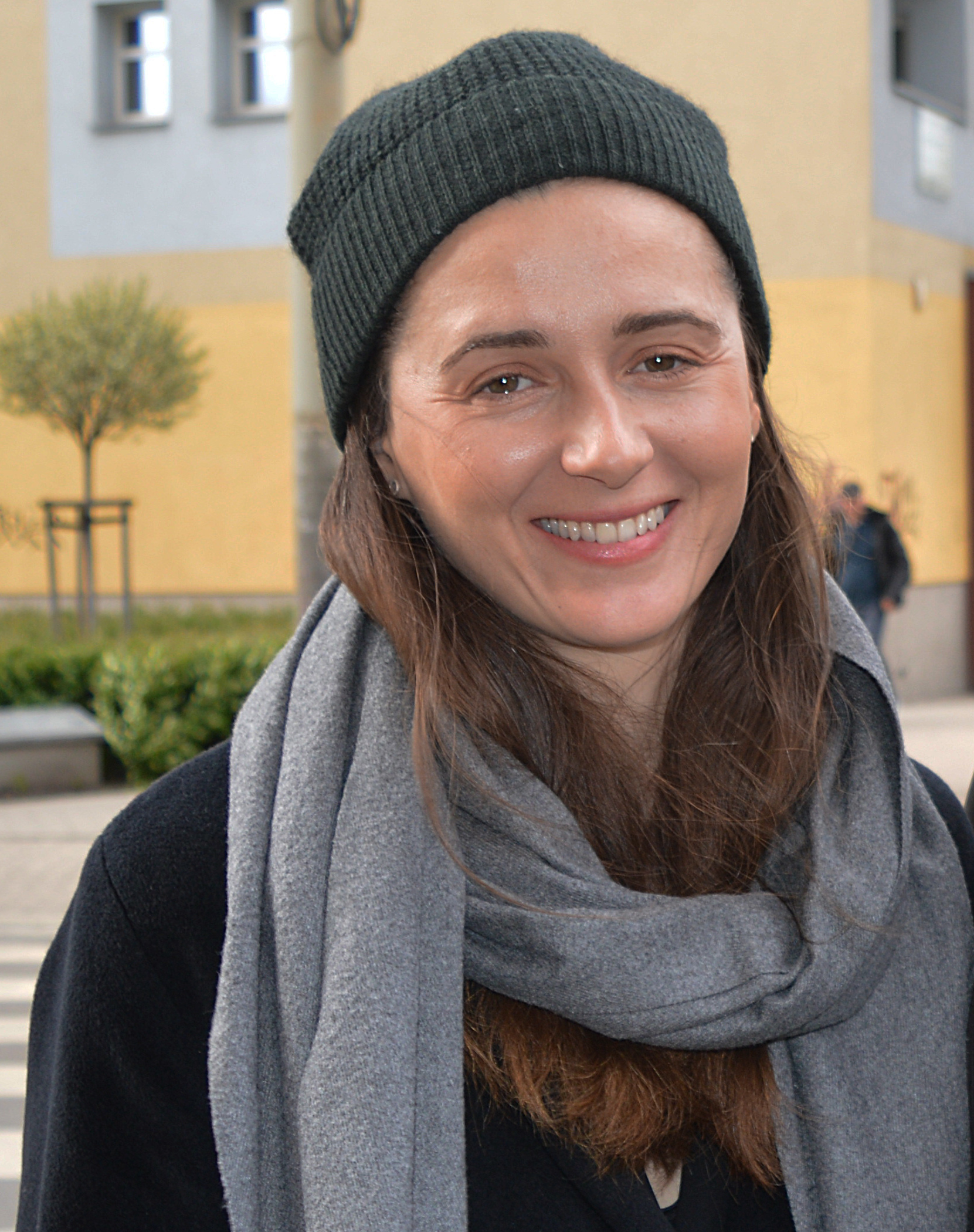
Агнешка Гроховська
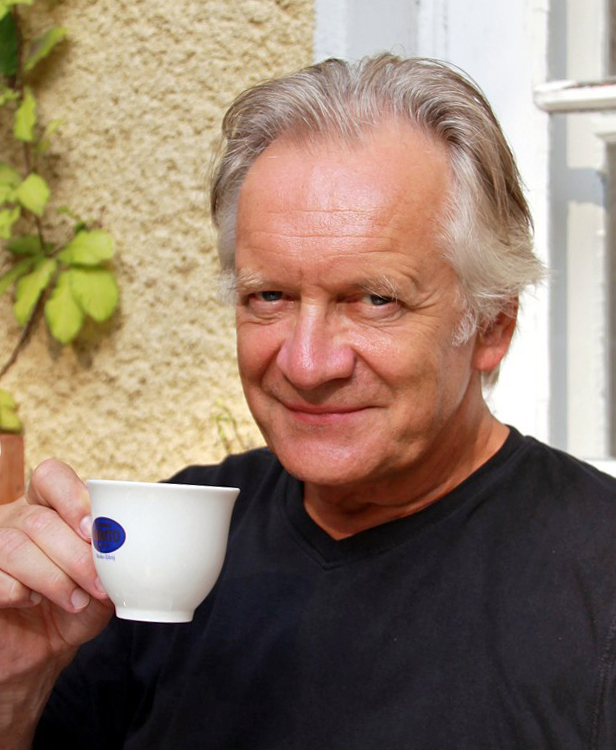
Анджей Северин
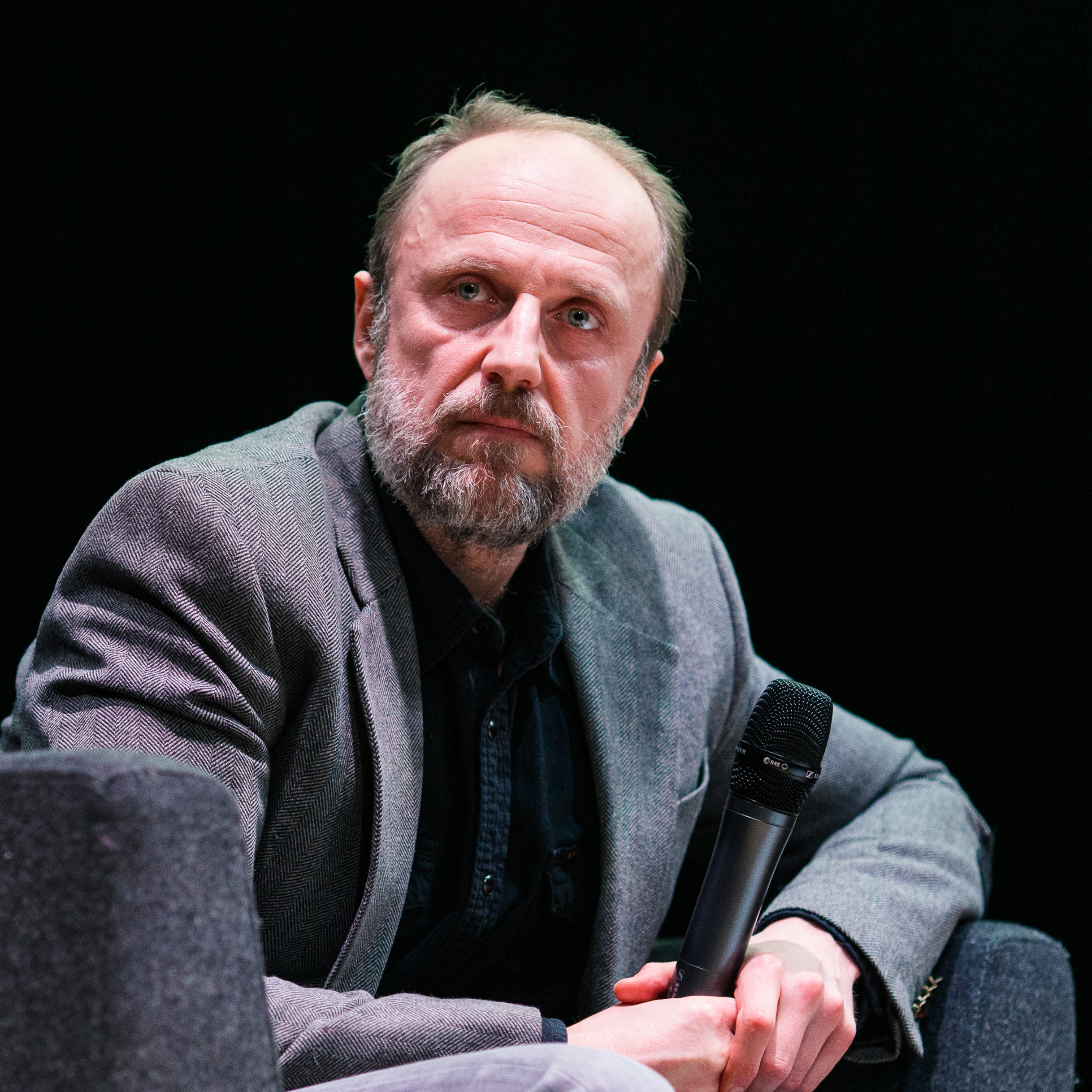
Лукаш Сімлат

## Фільмування

### Підготовка
Фільм «Кос» знято на кіностудії Aurum Film. Його продюсерами стали Лешек Бодзак та Анета Гікінботем, а також Даніель Баур з німецької групи K5 International, яка відповідала за міжнародне розповсюдження твору. Фільм був субсидований Польським інститутом кіномистецтва. Загальний бюджет склав 22 мільйони злотих.
Режисером фільму «Кос» став Павел Масьльона, раніше відомий за фільмом «Напад паніки» (2017). Сценарій до фільму написав Міхал Зелінський. Хоча номінально головним героєм фільму є генерал Тадеуш Костюшко, Зелінський у своєму сценарії свідомо спрямував увагу глядачів на шляхетського бастарда Іґнаца. Щодо головного героя, то Зелінський підкреслював складність образу Костюшка, «людини, яка випередила свій час, патріота і водночас прогресивної людини, яка на додаток була інженером, артилеристом і логістом». Сценарист стверджував, що свідомо відійшов від суворого дотримання історичних реалій.
Водночас Зелінський подбав про те, щоб сценарій був придатним для бюджету, який був максимально високим, як для умов польського кіновиробництва. Його провокаційний задум полягав у безжальній критиці кріпосницьких відносин між шляхтою та селянством наприкінці існування Речі Посполитої, а також у тому, щоб вказати на парадокси польської історії: «кріпосне право в Польщі було скасовано в середині 19 століття окупантами, і селянські хрести подяки стоять на знак визнання цього по всій Польщі й донині».
З іншого боку, Масьльона описав «Кос» як суміш різних жанрів і стилів. Серед джерел натхнення Масьльона назвав роботи Квентіна Тарантіно та Сема Пекінпа, а також вестерни та фільми жахів з піджанру «home invasion». Тому під час показу фільму на Польському кінофестивалі журналісти назвали його «вестерном про Костюшка».

### Актори
За кастинг відповідала Надя Лебік, якій вдалося залучити до проекту, серед інших, Йоанну Щепковську. Костюшка зіграв Яцек Брацяк, а його афроамериканського супутника — Джейсон Мітчелл. Мітчелла надихнула перспектива знятися у фільмі, який підкреслював схожість долі поляків з поневоленими африканцями: «Ми пройшли через ідентичні проблеми. Це буде чудово, тому що ми покажемо на екрані, що ми всі однакові, незалежно від того, якою мовою розмовляємо або якого кольору наша шкіра». Іґнаца грає Бартош Бєлєня, а ротмістра Дуніна — Роберт Венцкевич. Роль полковниці Марії Гіжинської режисер доручив Аґнєшці Гроховській, яка мала поводитися як людина, рівна чоловікам. Заради розширення можливостей героїні Масьльона утримався від зйомок сцени, яка б безпосередньо показувала роман Гіжинської та Костюшка, залишивши глядачам простір для інтерпретації.

### Зйомки
Фільм було анонсовано у березні 2021 року за участю Павела Масьльони. Основні зйомки фільму розпочався у червні 2022 року і закінчилися у серпні того ж року. Зйомки відбувалися, зокрема, у Вільча-Волі, Кольбушова (музей під відкритим небом), Бульовиці, околицях Влоцлавека, на озері Вапєнніки біля Сулеюва, Дзектажево та Заборуві. Оператором стал досвідчений режисер Пьотр Собочинський-молодший. Костюми для акторів створила Дорота Рокепло, причому одяг головних героїв довелося шити вручну через історичні реалії фільму. Сценографію, в свою чергу, створила Анна Аносович, яка спроектувала «повністю мебльований маєток вісімнадцятого століття з модрини зі стайнею, курником і свинарником», зведений у Дзектажево, який слугував садибою дружини полковника. Пьотр Кмецик відповідав за монтаж отриманого матеріалу.

## Нагороди
| Премія                               | Рік  | Категорія                                                         | Одержувач(и)                                | Результат | Пос.          |
| ------------------------------------ | ---- | ----------------------------------------------------------------- | ------------------------------------------- | --------- | ------------- |
| Кінофестиваль у Гдині                | 2024 | «Золоті леви»                                                     | Павел Масьльона                             | Перемога  | [ 17 ] [ 18 ] |
| Кінофестиваль у Гдині                | 2024 | «Нагорода кастинг-директору»                                      | Надя Лебік                                  | Перемога  | [ 17 ] [ 18 ] |
| Кінофестиваль у Гдині                | 2024 | «Найкращий монтаж»                                                | Пйотр Кмєцик                                | Перемога  | [ 17 ] [ 18 ] |
| Кінофестиваль у Гдині                | 2024 | «Нагорода за майстерність»                                        | Анета Бжозовська                            | Перемога  | [ 17 ] [ 18 ] |
| Кінофестиваль у Гдині                | 2024 | «Нагорода за чоловічу роль другого плану»                         | Роберт Вєнцкевич                            | Перемога  | [ 17 ] [ 18 ] |
| Кінофестиваль у Гдині                | 2024 | «Журналістська премія»                                            | Павел Масьльона                             | Перемога  | [ 17 ] [ 18 ] |
| Кінофестиваль у Гдині                | 2024 | «Нагорода молодіжного журі»                                       | Павел Масьльона                             | Перемога  | [ 17 ] [ 18 ] |
| Кінофестиваль у Гдині                | 2024 | «Нагорода фестивалів та оглядів польського кіно за межами Польщі» | Павел Масьльона                             | Перемога  | [ 17 ] [ 18 ] |
| Кінофестиваль у Гдині                | 2024 | «Нагорода Асоціації кіностудій»                                   | Павел Масьльона                             | Перемога  | [ 17 ] [ 18 ] |
| All About Freedom Festival (Гданськ) | 2023 | «Приз глядацьких симпатій»                                        | «Кос»                                       | Перемога  | [ 12 ]        |
| Camerimage                           | 2024 | «Найкращий польський фільм»                                       | «Кос»                                       | Перемога  | [ 19 ] [ 20 ] |
| Орли (кінопремія)                    | 2024 | «Найкращий фільм»                                                 | «Кос»                                       | Номінація | [ 21 ]        |
| Орли (кінопремія)                    | 2024 | «Найкращий режисер»                                               | Павел Масьльона                             | Перемога  | [ 21 ]        |
| Орли (кінопремія)                    | 2024 | «Найкращий сценарій»                                              | Міхал Зелінський                            | Перемога  | [ 21 ]        |
| Орли (кінопремія)                    | 2024 | «Найкращий актор»                                                 | Бартош Беленя                               | Номінація | [ 21 ]        |
| Орли (кінопремія)                    | 2024 | «Найкращий оператор»                                              | Пйотр Собоцінський (молодший)               | Номінація | [ 21 ]        |
| Орли (кінопремія)                    | 2024 | «Найкраща музика до фільму»                                       | Міколай Тшаска                              | Номінація | [ 21 ]        |
| Орли (кінопремія)                    | 2024 | «Найкращий актор другого плану»                                   | Яцек Брацяк                                 | Номінація | [ 21 ]        |
| Орли (кінопремія)                    | 2024 | «Найкращий актор другого плану»                                   | Роберт Вєнцкевич                            | Номінація | [ 21 ]        |
| Орли (кінопремія)                    | 2024 | «Найкращий актор другого плану»                                   | Пйотр Пасек                                 | Номінація | [ 21 ]        |
| Орли (кінопремія)                    | 2024 | «Найкращий акторка другого плану»                                 | Агнешка Гроховська                          | Перемога  | [ 21 ]        |
| Орли (кінопремія)                    | 2024 | «Найкращий монтаж»                                                | Пйотр Кмєцик                                | Номінація | [ 21 ]        |
| Орли (кінопремія)                    | 2024 | «Найкраща робота художника-постановника»                          | Anna Anosowicz                              | Номінація | [ 21 ]        |
| Орли (кінопремія)                    | 2024 | «Найкращий дизайн костюмів»                                       | Дорота Рокепло                              | Перемога  | [ 21 ]        |
| Орли (кінопремія)                    | 2024 | «Найкращий грим»                                                  | Анета Бжозовська                            | Перемога  | [ 21 ]        |
| Орли (кінопремія)                    | 2024 | «Найкращий звук»                                                  | Радослав Охньо, Адам Шленда, Філіп Кржемінь | Перемога  | [ 21 ]        |
| Орли (кінопремія)                    | 2024 | «Відкриття року»                                                  | Міхал Зелінський                            | Номінація | [ 21 ]        |

## Показ в Україні
Фільм «Кос» був показаний в рамках проєкту Дні польського кіно у жовтні 2024 року.

## Відгуки критиків
Фільм «Кос» отримав переважно позитивні відгуки від польських критиків. Пьотр Гушковський з «Газети виборчої» у своєму огляді з кінофестивалю у Гдині назвав фільм Масьльони та Зелінського єдиною завершеною фестивальною роботою. Марта Ковальська в рецензії для журналу Zwierciadło стверджувала, що команді «вдалося зняти фільм без компромісів та з великим масштабом».
«Кос» часто інтерпретують як фільм, що спростовує сарматську ідеологію, яка сприяла падінню Речі Посполитої. Бартош Стащишин з Culture.pl стверджував, що «шляхтичі в „Косі“ — це, в кращому випадку красиві чоловіки у вишуканих лівреях, які ведуть програшну битву в ім'я честі, а в гіршому… містечкові дурні, які зневажають селян, з дрібними амбіціями та жорстокі боягузи, які знущаються над слабкими». З іншого боку, Пшемислав Боллін з порталу Onet.pl описав фільм Масльони і Зелінського як «анти-Потоп», що розкриває правду про методи шляхти: «пани кидаються на селян шротомами, батогом, вішають їх на шибениці, щоб в останню мить милостивим тоном віддати їм життя». У своїй рецензії для вебсайту Film.org.pl Янек Бжозовський підкреслив схожість між долею селян-кріпаків і трагедією поневолених африканців: «Різниця між плантаторами з півдня США та польськими шляхтичами виявляється незначною. Одні використовують батіг, інші — ціпок або палицю. Одні вирощують бавовну, інші — пшеницю». З нагоди рецензії, однак, було підкреслено, що присутність чорношкірого Домінго поруч з Костюшком підкреслює прогресивні погляди історичного Костюшка. Ева Стемпень писала: «Навіть його [Костюшка] заповіт містив положення про звільнення селян, що належали до родинного маєтку, а багатство, яке він здобув в Америці, було використано на освіту і звільнення темношкірих рабів». Навіть правий публіцист Лукаш Адамський у рецензії для Interia згадував, що «Костюшко був деїстом і масоном, закоханим у французьких якобінців, а під час Американської революції демонстрував позицію аболіціоніста і радикального противника рабства. Таким чином, у свій час він був радикальним та крайнім лівим», що відображається у змісті фільму.
У своїй рецензії для NaEkranie.pl Адам Сєнніца відзначив оригінальний стиль фільму: «Кос — це такий тип костюмованого фільму, який бере речі величезної важливості, але представляє їх в інтимній обстановці». Часто лунали твердження, що «Кос» переносить у польську дійсність умовність зйомок, запозичену з фільмів Квентіна Тарантіно, зокрема «Джанґо вільний» (2012) та «Мерзенна вісімка» (2014). Давід Смик з сайту Full Hall, крім того, звинуватив Масьльону в тому, що він «занадто американізований, намагається наслідувати інтимні діалоги Тарантіно, в яких персонажі намагаються перевершити один одного крутими відповідями, а напруга розриває кімнату». Іншу думку висловив Мацей Кринський, який написав у Krytyka Polityczna, що «визнання в селянинові-кріпаку білого брата американського раба і предка більшості поляків робить нахабний ревізіонізм Тарантіно чи не найвідповіднішою мовою для історії про Костюшка». Бжозовський інтерпретував фільм в цілому як «середній палець, спрямований на всі помпезні, нестерпні історичні фрески».
Режисер Артур Вижиковський висловив більше сумнівів щодо фільму. Фільм Маслони і Зелінського — попри справедливе прирівнювання долі польських селян до долі американських рабів — створює враження, «що селянин може бути вільним лише тоді, коли він помирає», тоді як було б набагато піднесеніше, якби Іґнац вижив і став «другим Домінґо». Кінцівка «Коса», на думку Вижиковського, не відповідає обіцянкам, даним глядачам: «У битві з армією Дуніна виживає лише кілька людей, які не мають жодного зв'язку з рештою польських селян, тому тут не зароджується селянський рух, який за мить охопить всю Польщу». Вижиковський зробив висновок, що «на це приємно дивитися», але глядачі, які цікавляться долею повстання Костюшка, «з цього фільму нічого не дізнаються».